# Бакалович, Ян

Герб Бакаловичей

Ян Бакалович (пол. Jan Bakałowicz род. 1740, г. Каменец-Подольский (теперь Хмельницкая область Украина — ум. 4 ноября 1794, Прага (Варшава)) — польский военный инженер и картограф.

## Биография
Является родоначальником польского шляхетского рода — Бакаловичей, герб, которых внесён в Гербовник дворянских родов Царства Польского (часть 1, стр. 44).
Родился в семье бургомистра Kaменца. С детства Ян Бакалович проявлял особый математический талант. Уже семнадцатилетним юношей занял пост местного землемера.
В 1764 он стал военным инженером. После возвращения в страну король Станислав Август Понятовский присвоил Бакаловичу звание поручика коронной артиллерии и направил его для получения дальнейшего военного образования.
Вернувшись в Польшу в 1769 он остался при короле, который повысил его до чина майора.
В сентябре 1774 г. король Понятовский позволил хелминскому подкоморию А.Чапскому передать Бакаловичу в долгосрочную аренду поместья и несколько сел, находившихся в Мазовецком воеводстве. Новый хозяин активно занялся управлением поместьями, применяя при этом научные достижения и военный опыт.
2 сентября 1775 Король Станислав Август, в изъявление особенного благоволения за труды инженера Яна Бакаловича по составлению отчетливой карты Королевства Польского, пожаловал ему потомственное дворянство с гербом и грамотою. Решением Сейма шляхетство Бакаловича было утверждено.
В 1781—1791 он принял участие в сооружении новых укреплений в г. Каменце-Подольском. Составлял карты различных частей польского государства.
Является автором около шести книг по военной фортификации.
Во время восстания Костюшко он примкнул к повстанцам. Им тогда были составлены планы укрепления варшавского района — Праги и он взялся за руководство этими работами.
Во время штурма Праги русскими войсками, Ян Бакалович был убит.